# Bakwat
Bakwat est un village camerounais situé dans la région du Littoral, dans le département du Moungo et dans l'arrondissement du Nlonako.

## Population et développement
En 1967, la population de Bakwat était de 2742 habitants, essentiellement des Bakaka. Lors du recensement de 2005, elle était de 1336 habitants.